# Méligny-le-Grand
Méligny-le-Grand é uma comuna francesa na região administrativa de Grande Leste, no departamento de Meuse. Estende-se por uma área de 11,52 km². Em 2010 a comuna tinha 93 habitantes (densidade: 8,1 hab./km²).